# A.W. Kist
Anne Willem Kist (roepnaam: AW) (Driebergen, 27 maart 1945) is een Nederlands jurist en voormalig topambtenaar en onderwijsbestuurder.
Kist studeerde van 1963 tot 1969 Nederlands recht aan de Rijksuniversiteit Leiden. Aan de Leidse universiteit was hij tot 1976 als juridisch medewerker verbonden. Daarna werd hij advocaat bij Loeff Claeys Verbeke (nu Loyens & Loeff) te Amsterdam; in 1990 stapte hij over naar Pels Rijcken & Droogleever Fortuijn, het kantoor van de landsadvocaat. Van 1997 tot 2003 was hij eerste directeur-generaal van de Nederlandse Mededingingsautoriteit. Daarna was hij korte tijd voorzitter van het college van bestuur van de Universiteit Leiden, waar hij echter voortijdig opstapte. Hij werd als collegevoorzitter opgevolgd door zittend rector magnificus Douwe Breimer, die beide functies de twee jaar daarop tegelijk uitoefende.
Vervolgens was Kist van 1 september 2005 tot 7 augustus 2007 lid van het bestuur van de Autoriteit Financiële Markten. Hij nam ontslag wegens onzorgvuldig beheer van privé-beleggingen.
Kist was raadsheer-plaatsvervanger bij het gerechtshof Amsterdam. Verder was hij vanaf 2009 voorzitter van de raad van advies van de Nederlandse Zorgautoriteit en commissaris bij Ziggo. Sinds 2011 was hij lid van de raad van toezicht van het HagaZiekenhuis.

## Persoonlijk
Kist is een telg uit het geslacht Kist en een zoon van dr. mr. Anne Willem Kist (1915-2005), onder andere directeur van de Stichting Kerk en Wereld te Driebergen, en Else (Els) Dros (1918-2011). Hij is gehuwd en heeft drie kinderen. Floor Kist en Ewald Kist zijn volle neven van hem.